# Ovidijus Vyšniauskas
Ovidijus Vyšniauskas (Marijampolė, 19 marzo 1957) è un cantante lituano.

## Biografia

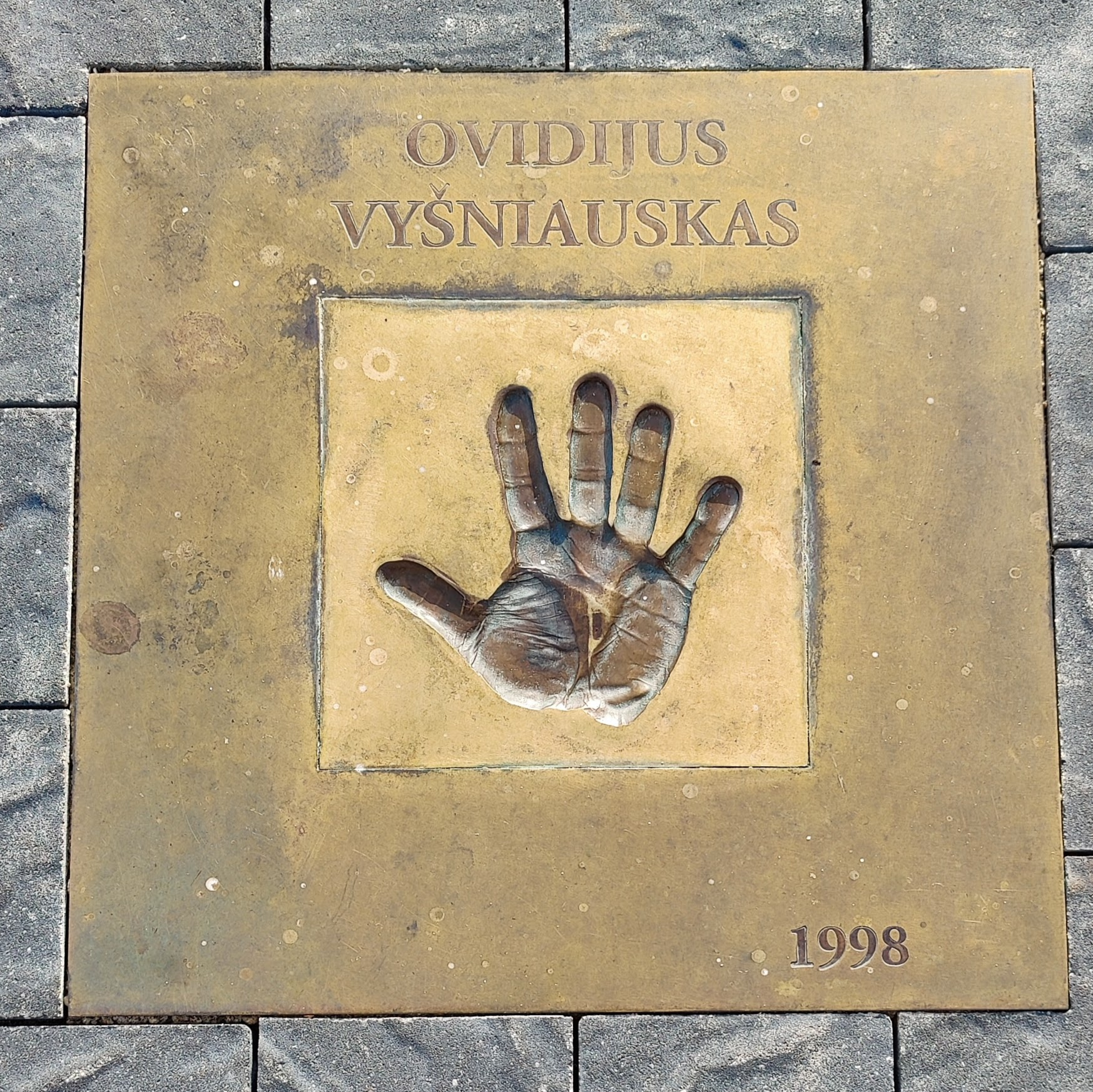

Ha partecipato all'Eurovision Song Contest 1994, in rappresentanza della Lituania (alla sua prima apparizione) con il brano Lopšinė mylimai; tuttavia nell'ambito della manifestazione non ha ricevuto alcun punto, classificandosi all'ultimo posto.